# The Poodles
I The Poodles sono un gruppo musicale heavy metal svedese, formato nel 2006.

## Storia
Nel 2006 hanno partecipato a eventi importanti quali lo Sweden Rock Festival e il Melodifestivalen.
Tra le loro canzoni di maggior successo vi sono Metal Will Stand Tall, Night of Passion e Leaving the past to pass

## Formazione
Attuale
- Jakob Samuelsson – voce (2006-presente)
- Johan Flodqvist – basso (2014-presente)
- Christian Lundqvist – batteria (2006-presente)
- Henrik Bergqvist – chitarra (2008-presente)

Ex componenti
- Pontus Norgren – chitarra (2006-2008)
- Pontus Egberg – basso (2006-2014)

## Discografia

### Album in studio
- 2006 – Metal Will Stand Tall
- 2007 – Sweet Trade
- 2009 – Clash of the Elements
- 2011 – Performocracy
- 2013 – Tour de Force
- 2015 – Devil in the Details
- 2018 – Prisma

### Singoli
- 2007 – Seven Seas (con Peter Stormare)